# Мосягін Віктор Іванович
Віктор Іванович Мосягін (6 серпня 1939, Ленінград, СРСР) — радянський хокеїст, захисник.

## Спортивна кар'єра
З 1959 року захищав кольори команди Ленінградського інституту інженерів залізничного транспорту (ЛІІЗТ). 1962 року у вищій лізі «залізничників» замінив ленінградський «Спартак», у складі якого Віктор Мосягін провів два сезони. У 25 років переїхав до України. У київському «Динамо» провів за вісім сезонів приблизно 300 лігових матчів. У складі студентської збірної СРСР здобув золоту нагороду на Універсіаді-1966 в Італії і срібну — на Універсіаді-1962 у Швейцарії.

## Статистика
| Сезон   | Клуб                  | Ліга  | І  | Г | П | О | ШХ |
| ------- | --------------------- | ----- | -- | - | - | - | -- |
| 1959-60 | ЛІІЗТ (Ленінград)     | Д-1   |    | 1 |   |   |    |
| 1960-61 | ЛІІЗТ (Ленінград)     | Д-1   | 12 | 2 |   |   |    |
| 1961-62 | ЛІІЗТ (Ленінград)     | Д-1   | 37 | 2 | 2 | 4 | 29 |
| 1962-63 | «Спартак» (Ленінград) | Д-1   | 37 | 6 | 1 | 7 | 58 |
| 1963-64 | «Спартак» (Ленінград) | Д-2   |    | 4 |   |   |    |
| 1964-65 | «Динамо» (Київ)       | Д-2   | 40 | 4 | 2 | 6 | 22 |
| 1965-66 | «Динамо» (Київ)       | Д-1   | 36 | 1 | 0 | 1 | 16 |
| 1966-67 | «Динамо» (Київ)       | Д-1   | 40 | 5 | 1 | 6 | 32 |
| 1967-68 | «Динамо» (Київ)       | Д-1   | 43 | 5 | 3 | 8 | 28 |
| 1968-69 | «Динамо» (Київ)       | Д-1   | 22 | 3 |   |   |    |
|         | «Динамо» (Київ)       | Д-1/2 |    | 9 |   |   |    |
| 1969-70 | «Динамо» (Київ)       | Д-1   | 41 | 6 |   |   |    |
| 1970-71 | «Динамо» (Київ)       | Д-2   | 20 | 4 |   |   | 20 |
| 1972-73 | «Динамо» (Київ)       | Д-2   | 46 | 3 | 1 | 4 | 24 |